# Huile de ricin
L'huile de ricin est une huile végétale non alimentaire, parfois appelée de façon impropre « huile de castor » par anglicisme, obtenue à partir des graines de ricin (Ricinus communis). Sa teinte va de l'incolore au jaune très clair.

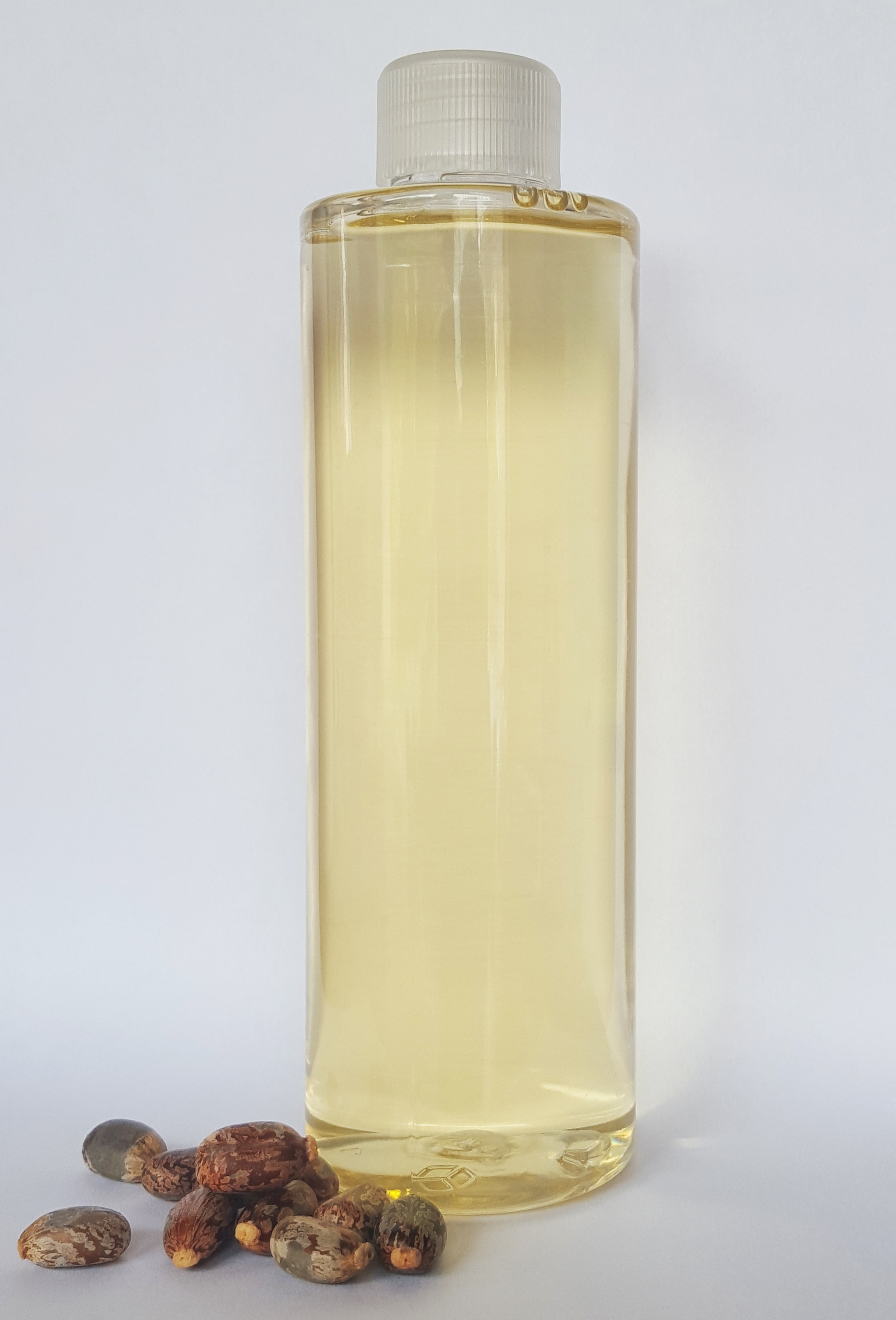
Flacon d'huile de ricin de première pression à froid. Liquide visqueux de couleur jaune pâle.

Les triglycérides (triples esters de glycérol et d'acides gras) dont elle est constituée comptent, pour environ 90 % de ses acides gras, un acide gras en C18, l'acide ricinoléique ou acide (R)-(+)-12-hydroxy-9Z-octadécénoïque qui est un oméga-9 hydroxylé et forme la ricinoléine, le triglycéride majeur de cette huile.
On trouve des traces de l'utilisation du ricin quatre mille ans avant Jésus-Christ.

## Appellations
L'huile de ricin était anciennement (XVIe siècle) nommée « huile de Keroua », ou « de Kerua, Kerroa, Charua, Carapate »  mais aussi « huile de palma-Christi »,  de « palme-Christ », c'est-à-dire palme ou paume du Christ en raison des feuilles palmatilobées (à lobes) du plant de ricin, en forme de paume de main,.
En anglais, l'huile de ricin est appelée castor oil, car elle a ponctuellement remplacé dans ses usages le castoréum sécrété par les glandes des castors [source insuffisante] utilisé en parfumerie ainsi que dans l'industrie agro-alimentaire, intervenant notamment dans la fabrication de la glace à la vanille [source insuffisante]. Un procédé de fabrication artisanale permet de produire l'huile de ricin noir appelée huile de carapate. Dans ce cas, l’huile est récupérée à la louche à la surface d’une eau chaude dans laquelle les graines séchées, décortiquées, puis moulues, ont été plongées.

## Composition
L'huile de ricin est principalement composée de triglycérides, dont 70 % sont des triricinoléines, la plupart des autres étant des esters de diricinoléate contenant un groupe acyle supplémentaire dérivé de l'oléate, du linoléate, du linolénate, du palmitate, du stéarate et du lesquerolate (14-hydroxy cosa-cis-11-énoate). D'autres constituants mineurs comprennent les estolides, les diacylglycérols et les acides gras libres ainsi que les stérols.
Ordre de grandeur des principaux composants de l'huile de ricin :
| Composé                 | Teneur pour 100 g |
| ----------------------- | ----------------- |
| Acide palmitique        | 0,7 - 1,3 g       |
| Acide stéarique         | 0,9 - 1,2 g       |
| Acide oléique           | 2,8 - 5,5 g       |
| Acide ricinoléique      | 84,2 - 94 g       |
| Acide linoléique        | 4,2 - 7,3 g       |
| Acide alpha-linolénique | 0,2 - 0,5 g       |

## Production
Le ricin est cultivé dans plus de 20 pays, l'Inde, le Brésil et la Chine étant les principaux producteurs de graines de ricin. Les principaux producteurs d'huile de ricin comprennent également l'Inde, le Brésil et la Chine, représentant 613 000 des 645 000 tonnes d'huile produites en 2014. L'Inde est un exportateur net d'huile (447 000 tonnes en 2014), représentant plus de 90 % des exportations d'huile de ricin, et l'Union européenne, les États-Unis et la Chine sont les principaux importateurs, représentant 84 % de l'huile de ricin importée.
| Production de graines de ricin et d'huile de ricin (en milliers de tonnes). Chiffres 2012-2014 Données Oil World, 2015          |               |               |               |                      |                      |                      |
| Pays | Graines 2014a | Graines 2013a | Graines 2012a | Huile de ricin 2014b | Huile de ricin 2013b | Huile de ricin 2012b |
| Inde | 1 250         | 1 300         | 1 280         | 563                  | 585                  | 576                  |
| Chine | 71            | 105           | 145           | 31                   | 46                   | 63                   |
| Brésil | 44            | 25            | 60            | 19                   | 11                   | 27                   |
| Thaïlande | 13            | 14            | 14            | -                    | -                    | -                    |
| Autres pays | 60            | 60            | 59            | 32                   | 32                   | 32                   |
| Total | 1 439         | 1 504         | 1 558         | 645                  | 674                  | 698                  |
| a Total des graines broyées, exportées et importées, en milliers de tonnes. b Production totale d'huile, en milliers de tonnes. |               |               |               |                      |                      |                      |

### Extraction de l'huile
Le ricin cultivé commercialement contient en moyenne 50 % d'huile, certains cultivars produisant jusqu'à 60 % d'huile. Ainsi, un simple pressage à froid est efficace pour extraire l'huile de la graine de ricin, suivi d'une extraction par solvant du tourteau de pressage pour maximiser la récupération de l'huile. En raison de sa forte teneur en acide gras hydroxylé, l'huile de ricin est soluble dans le méthanol, l'éthanol et l'acétone, bien que l'hexane soit couramment utilisé pour l'extraire. Après le pressage, l'huile doit être séchée afin d'éliminer l'eau et d'empêcher la détérioration de l'huile. L'huile de presse séchée ou l'huile extraite par solvant sont ensuite raffinées par filtration pour éliminer les particules, par décantation et dégommage supplémentaires pour éliminer les phospholipides, par neutralisation pour éliminer les acides gras libres et par blanchiment à l'aide d'argile activée ou de charbon actif pour éliminer les pigments et désodoriser.
Le dioxyde de carbone supercritique (SC-CO2) est un solvant qui a été utilisé pour l'extraction d'huile, en particulier d'huiles contenant des acides gras réactifs qui peuvent être altérés par l'extraction par solvant. Lors d'expériences en laboratoire, des graines de ricin réduites en poudre fine ont été extraites et les acides gras (AG) de l'huile ont été directement convertis en esters méthyliques à l'aide de SC-CO2 contenant 7 % de méthanol dans un lit de lipase immobilisée. Cependant, l'extraction des graines de ricin avec du SC-CO2 n'a pas été efficace pour extraire l'huile de ricin, les rendements étant au mieux de 9,29 %.

## Utilisation

### Domestique
Dans l'Égypte et l'Inde antiques, l'huile de ricin alimentait en combustible les lampes à huile et cet usage a perduré jusqu'au XIXe siècle. Durant ces époques, on pouvait en fabriquer des savons.
L'huile de ricin peut être utilisée pour traiter le cuir des semelles des chaussures de danse pour en faciliter la glisse.[réf. souhaitée]

### Industrie

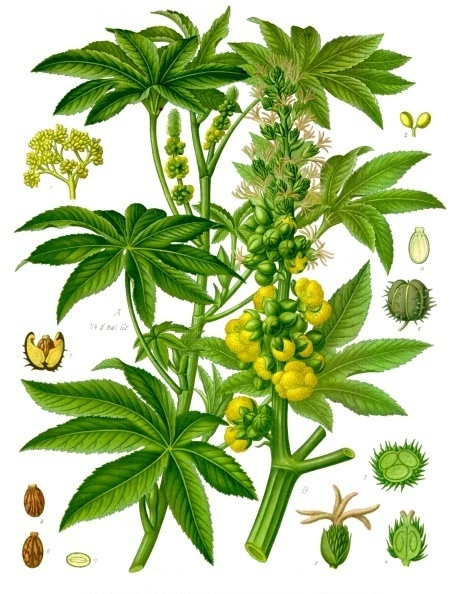
Plant de ricin

Il existe des centaines d'utilisations possibles de l'huile de ricin et du ricinoléate en industrie,,, mais nombre d'entre elles sont d'application limitée en raison de la faible production de l'huile, qui n'était que de 645 000 tonnes en 2014, par rapport à l'huile de soja dont la production dépassait les 42 millions de tonnes en 2013.
L'huile de ricin fournit de l'acide undécylénique et de l'heptanal qui permettent d'accéder à des composés d'intérêt pour l'industrie :
- des esters de polyols, utilisés comme lubrifiants dans certains moteurs. Elle a été très utilisée avant la Seconde Guerre mondiale comme lubrifiant pour les moteurs à combustion interne et même jusque dans les années 1980 en compétition : en effet, elle a une excellente tenue à haute température et une onctuosité exceptionnelle, cependant, comme elle s'oxyde rapidement et forme des boues, elle a laissé la place aux huiles minérales. Elle est cependant toujours utilisée par certains fabricants d'huiles moteur sous forme modifiée ;
- le Rilsan (nom commercial du polyamide 11 fabriqué par Arkema), une matière plastique aux caractéristiques particulières.

L'huile de ricin est surtout employée dans l'industrie chimique pour la fabrication des polyuréthanes. Moléculairement, elle a des fonctions alcool (hydroxyle -OH), d'où son intérêt dans des réactions de réticulation. Elle rentre dans la composition de certaines couleurs de laques.
L'huile de ricin fournit de l'acide sébacique, un monomère pour synthétiser du PA 6-10.
Le potentiel de l'huile de ricin n'a pas fini d'être exploité dans l'industrie chimique qui l'ouvre à de nombreuses perspectives d'utilisation.

### Pharmacie

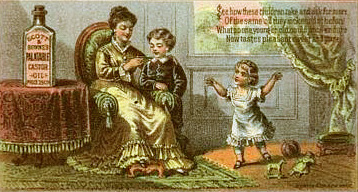
Réclame pour l'huile de ricin comme soin pour enfants par Scott & Bowne company, XIXe siècle

#### Usage interne

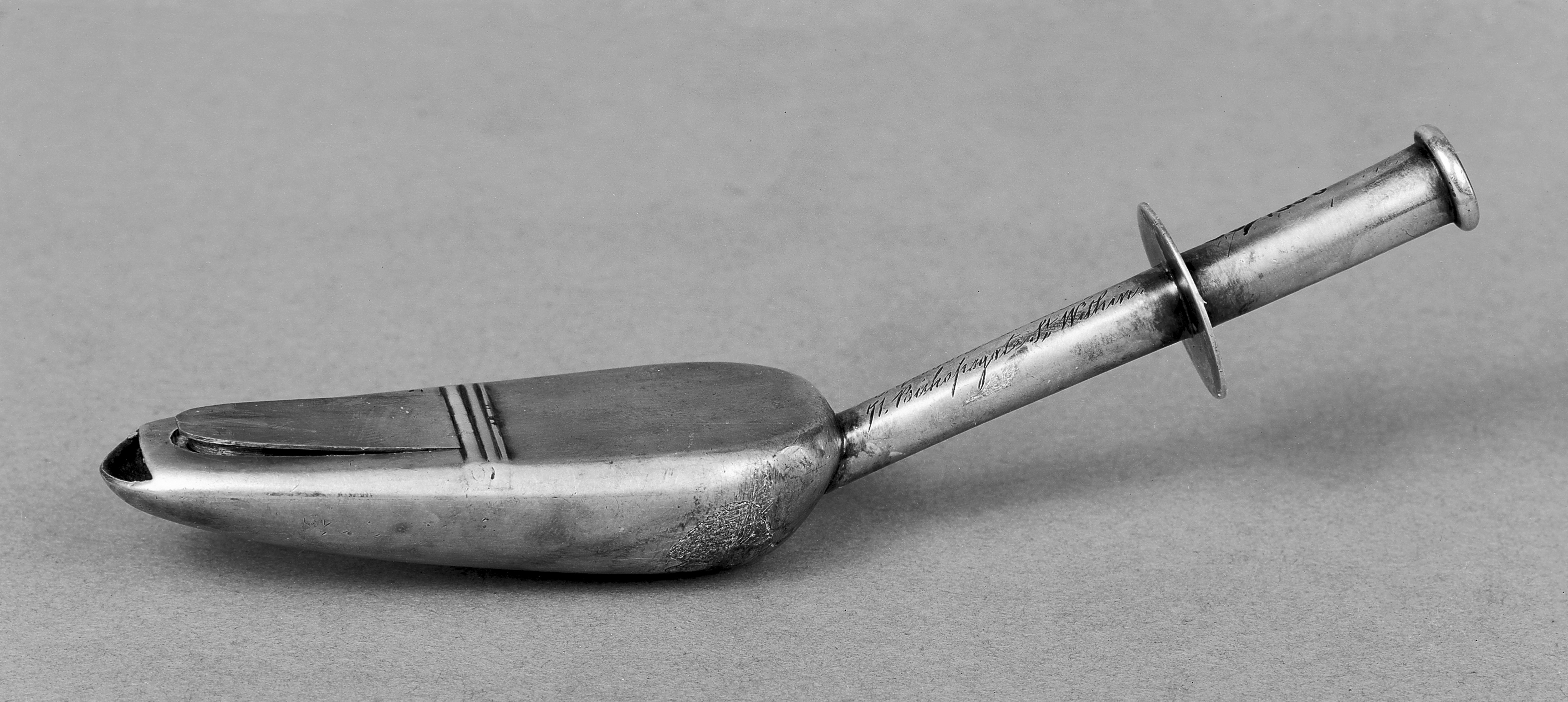
Cuillère en argent à huile de ricin, signée « C. Gibson, Inventor, 71 Bishopsgate St. Within », début XIXe siècle

En pharmacie, cette huile est utilisée depuis longtemps en médecine naturelle comme purgatif,.
Elle est aussi présente, en faible quantité, comme excipient dans de nombreuses spécialités pharmaceutiques.

#### Usage externe

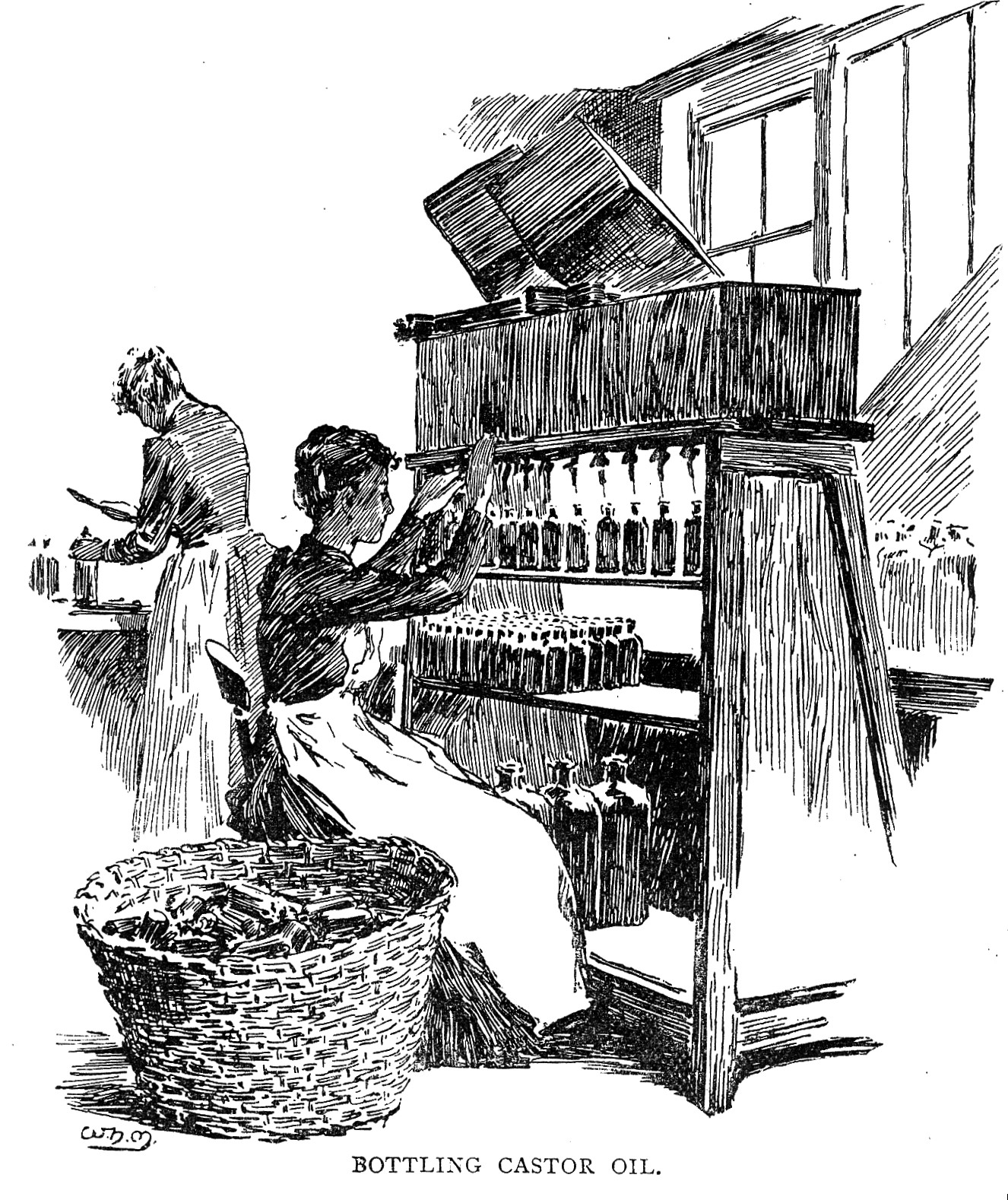
Mise en bouteille de l'huile de ricin (en. castor oil) par Allen & Hansburys, XIXe siècle

L'huile de ricin était par ailleurs recommandée en usage externe (cataplasmes tièdes) par le botaniste Leonart Fuchs au XVIe siècle et plus tard, par le voyant américain Edgar Cayce, qui prétendait avoir obtenu ainsi de nombreuses guérisons et dont des naturopathes reprennent les conseils. Aucune étude scientifique n'a validé ce genre d'effet thérapeutique.
La médecine ayurvédique de l'Inde ancienne utilisait l'huile de ricin dans le traitement de l'arthrose.
L'huile de ricin aiderait le travail de la parturiente.

### Cosmétique

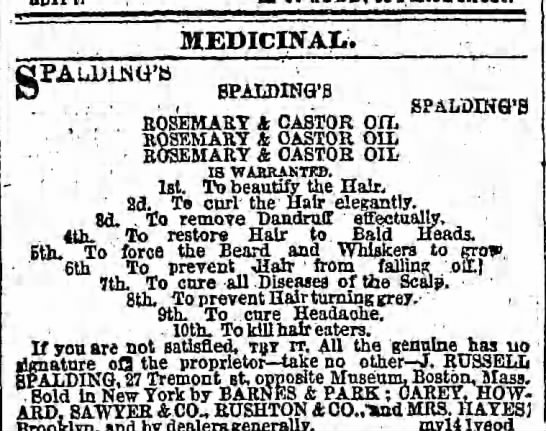
Publicité (en forme de diamant) pour une lotion capillaire à base d'huile de ricin et de romarin, 1860

En cosmétique, l'huile de ricin s'utilise au moins depuis le XIXe siècle pour embellir et protéger la chevelure des femmes et la barbe des hommes ou les soigner : en application, elle lutterait ainsi contre les pellicules, l'alopécie (chute de cheveux), la canitie (cheveux blancs) ou le prurit (démangeaisons), etc.,. Pour ce faire, elle est quelquefois associée à d'autres plantes comme le romarin. De nombreuses anciennes réclames en montrent tous les avantages qui sont présentés comme relevant de la médecine.
Malgré l'absence de preuves, des publications actuelles à vocation naturelle ou écologique vantent encore les mérites de l'huile de ricin dans le traitement de la chevelure et des produits cosmétiques qui en contiennent,.
Elle est aussi réputée pour renforcer et allonger les cils et sourcils, ainsi que les ongles, grâce notamment à la vitamine E et à l'acide ricinoléique qu'elle contient.
Cette huile à la texture épaisse et visqueuse est aussi utilisée pour adoucir et réparer les peaux abimées,,.
Outre sa fonction nourrissante et revitalisante (toujours en usage externe), l'huile de ricin favoriserait considérablement la repousse des cheveux et leur apporterait également du volume,. Aucune étude scientifique n'a toutefois validé ce genre d'effet.

### Alimentation
L'huile de ricin figure comme additif alimentaire dans le Codex Alimentarius (E1503) et agit en tant qu'anti-agglomérant, substance inerte, émulsiﬁant ou agent de glaçage.
Elle sert à la préparation d'un émulsifiant, l'E476 ou PGPR (polyricinoléate de polyglycérol), utilisé notamment dans l'industrie du chocolat pour fluidifier le chocolat lors de la transformation du cacao et permettre aux fabricants autorisés à le faire pour remplacer le beurre de cacao par des matières grasses moins chères.
Cet additif alimentaire se trouve en outre dans les chewing-gums, les produits chocolatés, les bonbons, les pâtisseries, les compléments alimentaires, etc..

### Horticulture

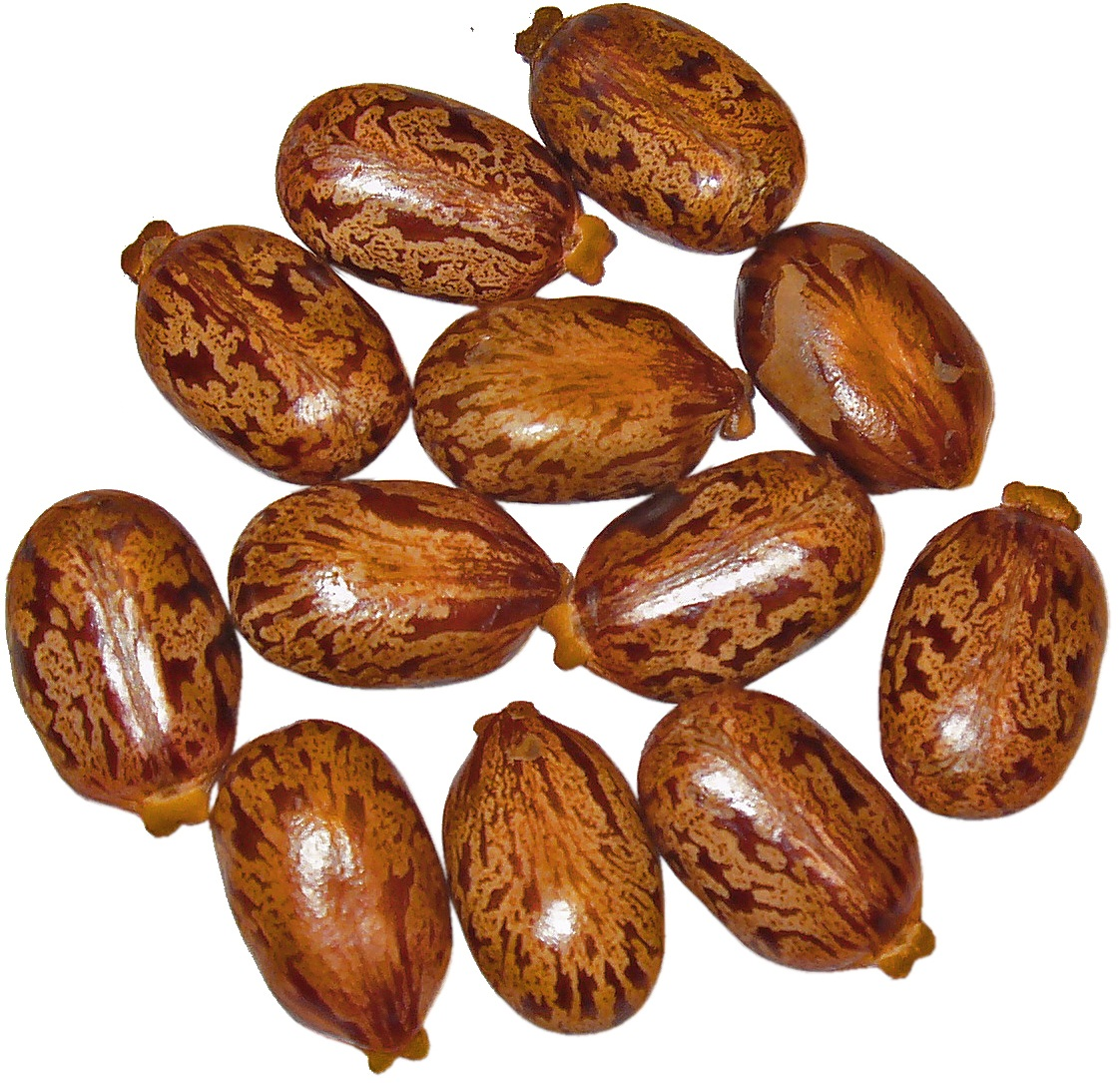
Graines de ricin (Ricinus communis)

Le tourteau de l'huile de ricin est utilisé en horticulture pour ses propriétés nutritives, nématicides, insecticides et répulsives pour les rongeurs (donc dangereux pour les animaux domestiques).

## Toxicité

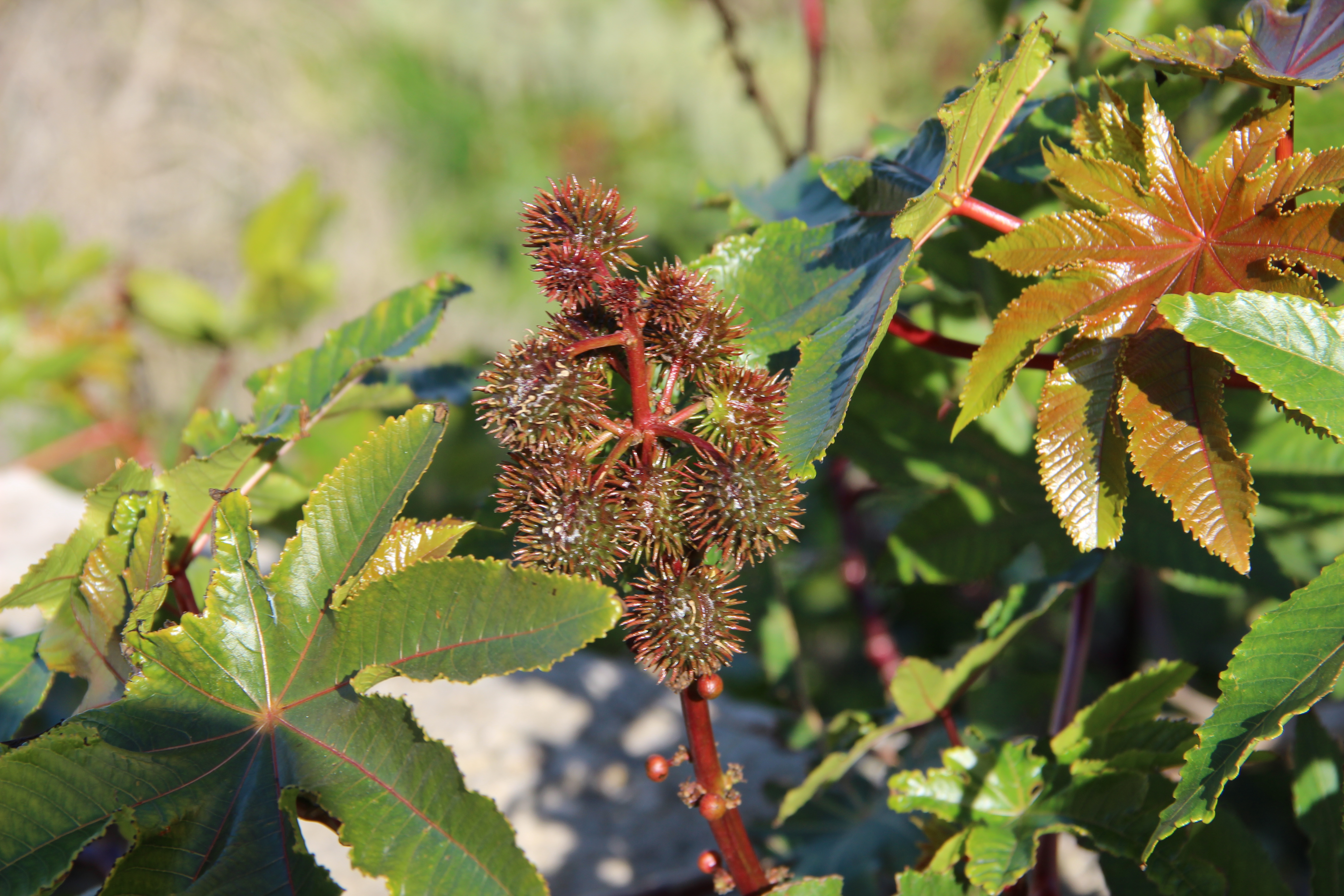
Plant de ricin

Toutes les parties de la plante sont toxiques car elle contient deux substances qui sont un poison pour l'être humain : la ricine et la ricinine. Selon un document de l'université de Limoges, la ricine serait 6 000 fois plus toxique que le cyanure et 12 000 fois plus que le venin du crotale sans qu'aucune source ne soit apportée.
En revanche, l’huile extraite des graines ne contient pas ces substances toxiques, puisqu'elles ne sont pas solubles dans l’huile. L’huile n'est donc ni toxique, ni dangereuse. L’huile de ricin contient des acides gras essentiels poly-insaturés, des acides gras mono-insaturés et des acides gras saturés.
En usage externe, l'huile de ricin en elle-même ne présente pas de toxicité car elle ne contient pas de toxalbumine mais l'intérieur de la graine de ricin est un allergène et les agriculteurs cultivant cette graine (donc aussi en contact avec sa feuille ou sa capsule) doivent se prémunir contre ses effets nocifs. Aussi, la recherche essaie de produire des variétés de plants dépourvues de ricine toxique.

## Instrument de terreur

### Parents
Dans le passé (XIXe - début XXe siècle), des parents menaçaient leurs enfants de leur administrer de l'huile de ricin s'ils n'étaient pas sages ou s'en servaient comme punition mais les médecins ont insisté pour que ne soit pas associé ce qu'ils considéraient alors comme un médicament à un châtiment.

### Fascistes
Dans l'Italie fasciste, sous le régime de Benito Mussolini, l'huile de ricin était l'un des instruments des Chemises noires,,. Afin d'humilier leurs adversaires politiques, les fascistes les forçaient à avaler de fortes doses de cette huile qui provoque des diarrhées. Dans les années 1920, certains fascistes étaient des cogneurs payés par les patrons d'ouvriers en grève (un dessin de propagande montre un ouvrier guéri de ses « mauvaises idées rouges » par un fasciste qui lui « prodigue » l'huile lors d'une bastonnade).[réf. souhaitée] Cette technique semble avoir été lancée par Gabriele D'Annunzio. À forte dose, les diarrhées et la déshydratation qui en résultait étaient si importantes qu'elles étaient parfois mortelles. Lorsque les Chemises noires voulaient s'assurer que leurs victimes mourussent, elles ajoutaient de l'essence à l'huile de ricin. On disait parfois que le pouvoir de Mussolini reposait sur « la matraque et l'huile de ricin ».
Cette punition est évoquée dans le film Le Retour de don Camillo, dans Le Conformiste de Bertolucci, dans le film Amarcord de Fellini, ainsi que dans la bande dessinée Louis la Guigne « L'Escouade pourpre ».

### Nazis
Inspirés par les fascistes italiens, les nazis SA utilisent notamment cette même méthode de torture contre les citoyens juifs allemands, peu après la nomination d'Adolf Hitler comme chancelier de l'Allemagne en 1933.

### Répression franquiste contre les femmes
Durant la guerre d'Espagne, les nationalistes l'utilisent également dans leur répression contre les femmes républicaines, les forçant à boire de l'huile de ricin, puis à défiler dans les rues des villes pour les humilier, rasées, avant de les fusiller, comme le furent les 17 Roses de Guillena, exécutées en Andalousie.

### Camelots du Roi

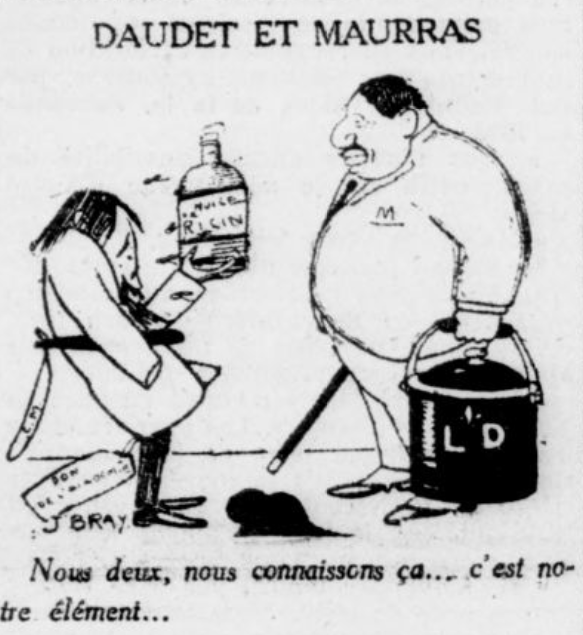
Caricature de Charles Maurras et Léon Daudet munis d'huile de ricin dans L’Ère nouvelle du 3 juin 1923.

Le soir du 31 mai 1923, le catholique Marc Sangnier, le radical Maurice Violette et le socialiste Marius Moutet doivent s’exprimer lors d’une réunion en salle des sociétés savantes contre le « fascisme français ». Mais les Camelots du Roi agressent les trois hommes en les battant et les enduisant de goudron et d'encre d'imprimerie. Les victimes échappent de justesse à un traitement à l'huile de ricin. Léon Daudet salue « cette médecine romaine qui a si bien réussi au delà des Alpes ».

### Services secrets soviétiques

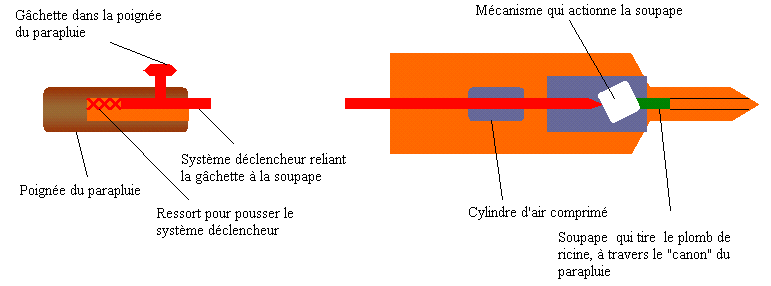
Croquis d'une pointe de « parapluie bulgare »

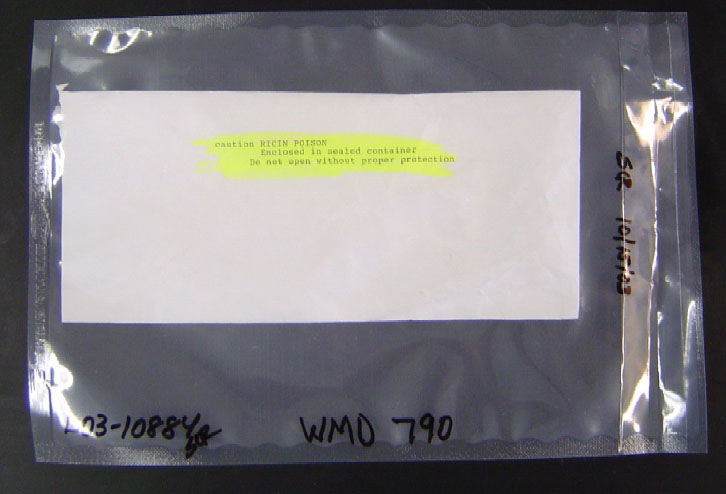
Lettre contaminée au ricin, photographie du FBI, 2003

Durant la guerre froide, une méthode d'élimination de ses ennemis appelée le coup du « parapluie bulgare » et pratiquée par des services secrets soviétiques permettait d'injecter une dose létale de ricine par la pointe trafiquée d'un parapluie au simple côtoiement de leur victime.

### Terroristes
En 2003, 2004, 2013 et 2020 des lettres contaminées au ricin ont été écrites à l'adresse de la Maison-Blanche, de ministères américains, du Sénat ou d'agences fédérales,,,.

## Divers
Dans les bandes dessinées Lucky Luke contre Pat Poker de Morris (1953) et Ruptures de Laure Sirieix (2022), l'huile de ricin est citée ainsi que dans la série Breaking Bad.